# Jiří Beneš (novinář)
Jiří Beneš (16. dubna 1898 Vršovice (nyní Praha) – 22. června 1966 Praha) byl novinář, politický činitel a autor vzpomínek na koncentrační tábor Mittelbau-Dora, kterým prošel za druhé světové války. Byl synem Václava Beneše, synovcem prezidenta Edvarda Beneše a bratrem Bohuše Beneše. 

## Život

### Studium a rodinný život
Narodil se v rodině učitele na měšťanské škole Václava Beneše, bratra Edvarda Beneše, a jeho manželky Anny, rozené Procházkové.
Maturitní zkoušky složil v roce 1918 na gymnáziu na pražských Královských Vinohradech a vystudoval práva na Univerzitě Karlove v Praze, studia úspěšně ukončil v roce 1930.

### Zaměstnání
V letech 1921–25 pracoval na pražském magistrátu a jiných úřadech. Následně se stal generálním tajemníkem Národní strany práce a současně redaktorem Lidových novin. Od roku 1929 byl členem národně socialistické strany a redaktorem listů Melantricha (Českého slova, Telegrafu a později i A - Zetu) a v letech 1934–36 jejich zpravodajem v Moskvě. V Moskvě zároveň zajišťoval nezávislé hospodářské a politické informace pro svého strýce Edvarda Beneše. Napsal reportáže ze Sovětského svazu (kniha Svaz sovětských socialistických republik, 1937) i z nacistického Německa. Mezi lety 1939–43 pracoval jako úředník Lidové pojišťovny.

### Válečné a poválečné období
Na podzim 1940 byl několik týdnů vězněn a vyslýchán v Petschkově paláci gestapem. Byl dotazován především na činnost prezidenta a představitelů národně socialistické strany. Po řadě výslechů byl propuštěn. V lednu 1943 znovu zatčen a do konce války vězněn v koncentračních táborech Osvětim, Buchenwald a Dora. Své zážitky z táborů zachytil v knize „V německém zajetí“, ze které byly použity informace při norimberském procesu. Po válce byl jmenován ředitelem Lidové pojišťovny v Praze, poté generálním ředitelem pojišťoven v ČSR, ale po únoru 1948 byl z funkce sesazen. Působil jako pojišťovací likvidátor do roku 1958, kdy odešel do důchodu.

## Dílo
- BENEŠ, Jiří. V německém zajetí. Praha: Melantrich, 1945. 308 s. Další vydání 1946, Melantrich; 1947, Melantrich a 2010, Společnost Edvarda Beneše ISBN 978-80-86107-49-3